# Akysis maculipinnis
Akysis maculipinnis är en fiskart som beskrevs av Fowler, 1934. Akysis maculipinnis ingår i släktet Akysis och familjen Akysidae. IUCN kategoriserar arten globalt som otillräckligt studerad. Inga underarter finns listade i Catalogue of Life.